# Hrabstwo Cecil

Piramida wieku hrabstwa

Hrabstwo Cecil (ang. Cecil County) to hrabstwo w amerykańskim stanie Maryland. Hrabstwo zajmuje powierzchnię całkowitą 1 082,30 km² i według szacunków US Census Bureau w roku 2006 liczyło 99 506 mieszkańców. Siedzibą hrabstwa jest miejscowość Elkton.

## Historia
Hrabstwo Cecil zostało utworzone w 1674 roku w wyniku podziału hrabstw Baltimore oraz Kent. Nazwa hrabstwa pochodzi od imienia Cæciliusa Calverta, drugiego barona Baltimore i właściciela kolonii Maryland od 1632 do 1675 roku.

## Geografia
Hrabstwo Cecil zajmuje powierzchnię całkowitą 1 082,30 km², z czego 901,65 km² stanowi powierzchnia lądowa a 180,65 km² (16,7%) powierzchnia wodna. Najwyższy punkt w hrabstwie ma wysokość 163 m n.p.m., zaś najniższy punkt położony jest na poziomie morza w zatoce Chesapeake.

### Miasta
- Cecilton
- Charlestown
- Chesapeake City
- Elkton
- North East
- Perryville
- Port Deposit
- Rising Sun

## Demografia
Według szacunków US Census Bureau w roku 2006 hrabstwo Cecil liczyło 99 506 mieszkańców.